# Metopides
Metopides is een kevergeslacht uit de familie van de boktorren (Cerambycidae). De wetenschappelijke naam van het geslacht werd voor het eerst geldig gepubliceerd in 1866 door Pascoe.

## Soorten
Metopides omvat de volgende soorten:
- Metopides occipitalis Pascoe, 1866
- Metopides paradoxus Hüdepohl, 1992